# Hiéroglyphe égyptien D60
Le hiéroglyphe égyptien D60 (vase monopède versant de l'eau) est classifié dans la section D « Parties du corps humain » de la liste de Gardiner ; il y est noté D60.

## Représentation
Il représente une jambe (hiéroglyphe D58), ici jouant le rôle de complément phonétique b, surmontée d'un vase déversant un liquide (hiéroglyphe W54). Il est translittéré wˁb.

## Utilisation
| D60 | N35A |

| D60 | N35A |

purification, pureté ».
| A6 |

| A6 |

## Exemples de mots
| D60 | N35A | A1 |

| D60 | N35A | A1 |

| D60 | t · F51A |

| D60 | t · F51A |

| D60 | w | S28 |

| D60 | w | S28 |